# Вернер Феклер
Вернер Феклер (нім. Werner Föckler * 24 червня, 1945, Еллерштадт) — німецький футбольний арбітр. Арбітр ФІФА з 1983 по 1991 рік.

## Кар'єра
З 1969 року працював арбітром, спочатку у Регіональній лізі, а з сезону 1974/75 став судити ігри Другої Бундесліги, в якій відпрацював загалом 104 гри. У сезоні 1980/81 він вперше відсудив гру Бундесліги, де в подальшому працював до сезону 1991/92, відпрацювавши у 127 іграх чемпіонату, а також, зокрема, і в фіналі Кубка ФРН 1985 року.
У фіналі Кубка володарів кубків 1982 року між «Барселоною» та «Стандардом» на «Камп Ноу» Вернер був лінійним асистентом у суддівській бригаді свого співвітчизника Вальтера Ешвайлера. З наступного сезону 1982/83 Феклер сам отримав статус арбітра ФІФА і до 1991 року працював головним арбітром на матчах Кубка європейських чемпіонів та Кубка УЄФА.